# 接触通知
接触通知（せっしょくつうち、英語：Exposure Notification）とは、新型コロナウイルス感染症（COVID-19）の世界的流行を受け、AppleとGoogleが開発したコンタクト・トレーシング（接触確認）を目的とした機能。曝露（暴露）通知ともいう。iOSまたはAndroidを搭載したスマートフォン、タブレットのBluetooth機能を使用して、他の同機能を利用するユーザーとの接触を自動的に記録、新型コロナウイルス感染症（COVID-19）陽性者登録を行ったユーザーとの濃厚接触を検知して通知する。各国の保健当局のもとで開発、公開されたCOVID-19アプリ内の機能として動作する。iOSとAndroid間で機能に互換性がある。
2020年4月10日に発表、同年5月21日に運用が開始された。
接触通知には Exposure Notifications System (ENS、濃厚接触の可能性を検出するシステム、接触通知システム) と Exposure Notifications Express (ENE) の二つがあり、前者は独自のCOVID-19アプリを開発する国・地域向け、後者は独自アプリ開発の余裕がない国・地域向けのもので、両者には機能において互換性がある。日本の厚生労働省が提供する新型コロナウイルス接触確認アプリ（COCOA）ではENSが採用されている。後者はOSにより提供方法が異なり、iOSではiOS 13.7以降でアプリをダウンロードせずに使用できる。AndroidではGoogleがそれぞれアプリを制作する。
APIは政府の公衆衛生当局のみが使用可能。

## 歴史
2020年4月10日、AppleとGoogleの共同声明により機能が発表。
同年5月21日、iOS はiOS 13.5の一部として、AndroidはGoogle Play Serviceの一部としてAndroid 6.0以降に提供された。
同年9月2日、iOS 13.7の一部として、「設定」アプリからENEを使用できる機能が搭載された。Android版は各地域の個別アプリとして配信されるため、OS自体にENEの起動機能は搭載されていない。
同年9月8日、Android 11アップデートにより、ユーザーが位置情報・Bluetoothを無効にしていても接触通知を有効にすることが可能となった。
同年12月14日、iOS 12.5アップデートにより、iOS 13に対応していないiPhoneでも使用可能となった。 
時期不明：Google Play開発者サービスの更新によりAndroid 5.0でも使用可能となった。
2023年3月29日、iOS 16.4で当局が接触通知をオフにできる機能がリリースされた。これまでもユーザーが無効化することは可能だったが、本機能により対象地域の全ユーザーに対して接触通知を無効化できるようになった。
2023年9月18日、接触通知APIが廃止された。同日リリースされたiOS 17でiOS版が削除された。
2023年12月26日、Nearby SDKのアップデートによりAndroid版が削除された。